# Ramna
Ramna je rumunská obec v župě Caraș-Severin. Žije zde přibližně 1 400 obyvatel. Administrativní součástí obce jsou i dvě okolní vesnice.

## Části obce
- Ramna – 1 052 obyvatel
- Bărbosu – 38 obyvatel
- Valeapai – 309 obyvatel